# Juliana Buhring

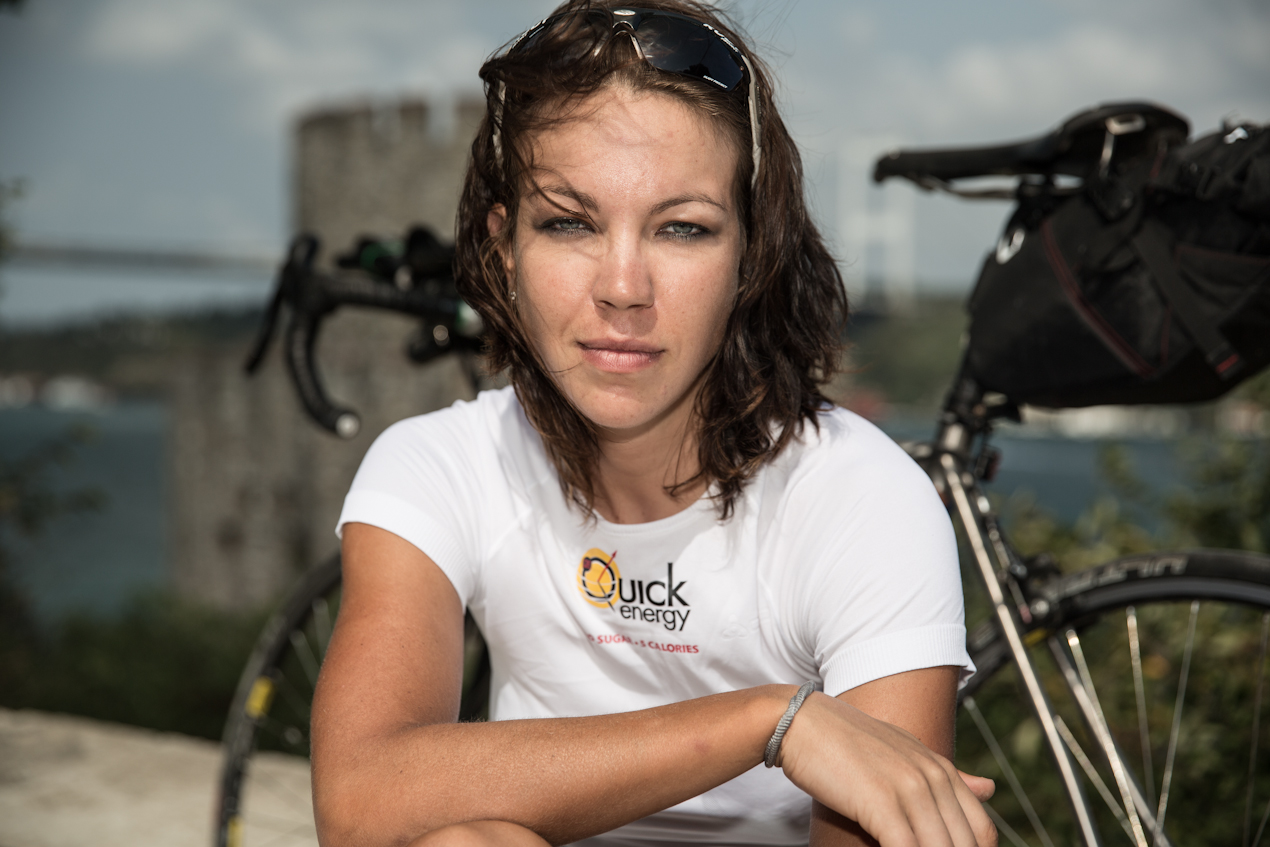
Juliana Buhring, 2014

Juliana Buhring (* 1981) ist eine britisch-deutsche Ultra-Endurance-Radfahrerin und Autorin.
Buhring wuchs in der Sekte Children of God auf. 2004 verließ sie 23-jährig diese Gemeinschaft und schrieb mit ihren beiden Halbschwestern das Buch Not Without My Sister. Das in elf Sprachen übersetzte Buch beschreibt ihre Kindheit in der Sekte. 2010 wurde die Sekte aufgelöst.
Ihre Radkarriere begann Buhring erst 2011 im Alter von 30 Jahren. 2012 stellte sie den ersten Guinness-Buch-Weltrekord als schnellste Frau einer Rad-Weltumrundung auf. Sie fuhr über 29.000 Kilometer in insgesamt 152 Tagen, davon 144 im Sattel, um die Welt. Später schrieb sie über diese Fahrt das Buch This Road I Ride.
Buhring nahm 2013 als einzige Frau am Transcontinental Race von London nach Istanbul teil und beendete es auf Platz 9 der Gesamtwertung. 2014 gewann sie das erstmals stattfindende Trans Am Bike Race in der Frauenwertung und belegte Platz 4 in der Gesamtwertung. Buhring fuhr 7.137 Kilometer in 20 Tagen und 23 Stunden. Sie ist neben Mike Hall eine der Protagonistinnen des Dokumentarfilms Inspired to Ride, der verschiedene Teilnehmer des Rennens begleitet.
Während ihrer aktiven Zeit galt sie als eine der stärksten Langstrecken-Fahrerinnen der Welt. Seit 2019 richtet Buhring federführend das jährlich im Herbst in ihrer Wahlheimat Süditalien stattfindende Endurance-Rennen The Two Volcano Sprint aus. Die Teilnehmer absolvieren eine fest vorgegebene, steigungsintensive Route von knapp 1.200 Kilometer Länge, die den Vesuv mit dem Ätna verbindet.

## Bücher
- This Road I Ride: My incredible journey from novice to fastest woman to cycle the globe. 2016 Piatkus. ISBN 9780349409078
- Kristina Jones, Celeste Jones & Juliana Buhring: Not Without My Sister: The True Story of Three Girls Violated and Betrayed by Those They Trusted. 2008. ISBN 9780007248070